# Parafia Jezusa Chrystusa Najwyższego i Wiecznego Kapłana w Sosnowcu
Parafia Jezusa Chrystusa Najwyższego i Wiecznego Kapłana w Sosnowcu – rzymskokatolicka parafia, położona w dekanacie sosnowieckim – św. Jadwigi Śląskiej, diecezji sosnowieckiej, metropolii częstochowskiej w Polsce, erygowana w 1989 roku.